# Сульфид америция
Сульфид америция — бинарное неорганическое соединение 
металла америция и серы
с формулой Am2S3,
кристаллы.

## Получение
- Действие сероводорода на диоксид америция:

{\displaystyle {\mathsf {2AmO_{2}+4H_{2}S\ {\xrightarrow {140^{o}C}}\ Am_{2}S_{3}+S+4H_{2}O}}}

## Физические свойства
Сульфид америция образует кристаллы
кубической сингонии, пространственная группа P nd21, параметры ячейки a = 0,8445 нм, Z = 16/3,
структура типа сульфида цезия
.